# 1318
1318 (MCCCXVIII) var ett normalår som började en söndag i den julianska kalendern.

## Händelser

### Januari
- 18 januari – Hertigarna Erik och Valdemar Magnusson skriver sina testamenten i fängelset på Nyköpingshus.

### Mars
- 18 mars – Stilleståndet i Karleby Långa sluts mellan kungen och hertigarnas män.
- 19 mars – Sedan en del av hertigarnas män begett sig hemåt bryter kungen vapenvilan och besegrar de återstående i slaget vid Karleby Långa.

### April
- April – Efter att ha blivit besegrad i slaget vid Söderköping flyr kung Birger till Danmark och är därmed avsatt som kung av Sverige.

### Juni
- 27 juni – Vid ett möte i Skara utnämns Mats Kettilmundsson till ny svensk drots (efter att den tidigare drotsen Johan von Brunkow har blivit avsatt och fängslad) och rikshövitsman och blir därmed rikets ledare i avsaknad av en kung sedan Birger Magnusson har blivit avsatt under våren.

### Juli
- 19 juli – Habsburg säger genom ett eldupphör-avtal med schweizarna upp sina krav på Waldstätten.[1]

### Oktober
- 26 oktober – Birger gör ett försök att återkomma, men besegras i slaget vid Mjölkalånga.

### November
- 11 november – Stilleståndet i Roskilde sluts mellan Sverige och Danmark, vilket gör slut på kriget.

### Okänt datum
- Näs slott på Visingsö belägras och förstörs medan en svensk här drar fram mot Skåne.
- Novgoroderna försöker överrumpla Åbo, men misslyckas.
- Hertigarnas män besegrar kung Birger Magnusson i slaget vid Skärkind.
- Schola Trivialis, eller Storskolan, grundas som den äldsta kända skolan i Stockholm. Den sköttes av staden och inte kyrkan och var den enda skolan för fattiga barn fram till grundandet av församlingarnas kyrkoskolor vid mitten av 1600-talet, som sedan utgjorde det allmänna skolsystemet för fattiga tills de 1820 sattes under Stockholms stadsundervisningsverk.[2]

## Födda
- Urban VI, född Bartolomeo Prignano, påve 1378–1389 (född omkring detta år).
- Margareta av Tyrolen, regerande grevinna av Tyrolen.

## Avlidna
- 14 februari – Margareta av Frankrike, drottning av England 1299–1307 (gift med Edvard I)
- 16 februari
  - Erik Magnusson, svensk hertig.
  - Valdemar Magnusson, svensk hertig.
- 14 oktober – Edward Bruce, storkonung av Irland sedan 1315.
- 1 november – Johan Brunkow, svensk drots från slutet av 1314 till sommaren detta år (avrättad omkring detta datum på Brunkebergsåsen i Stockholm, vilken har fått sitt namn efter honom).
- Okänt datum – John Deydras, skrivare och engelsk tronpretendent, avrättad genom hängning

### Fotnoter
1. ↑  World Statesmen (läst 7 april 2011)
2. ↑  Du Rietz, Anita, Kvinnors entreprenörskap: under 400 år, 1. uppl., Dialogos, Stockholm, 2013